# Новајлија (филм из 1990)
Новајлија (енгл. The Rookie) је филм из 1990. године који је режирао Клинт Иствуд. Главне улоге играју: Клинт Иствуд, Чарли Шин и Раул Хулија. 

## Радња
Ник Пуловски (Клинт Иствуд) је полицајац ветеран познат по погибијама регрута које обучава. Његова каријера није баш успешна и он користи прилику да прекине активности криминалне групе, која се бави крађом аутомобила, када сазна да је човек по имену Стром (Раул Хулија) њен вођа.
Након убиства другог партнера, Пуловски је уклоњен са случаја и додељује му се нови новајлија, Дејвид Акерман (Чарли Шин). Упркос томе што је суспендован, Пуловски наставља да истражује. Акерман није сигуран шта би требало да уради у овој ситуацији, пошто је уплашен након инцидента у детињству, услед којег је његов млађи брат преминуо због њега.
Пуловски и Акерман имају задатак да зауставе још једну операцију крађе аутомобила, коју планирају Стром и његова десна рука сурова Лисл (Соња Брага). Пуловски је заробљен и на Акерману је да га ослободи. Пре него што то успе, Лисл везује Пуловског за столицу под претњом пиштоља и силује га. Она све то снима на филму.
Након што Акерман на крају ослободи Пуловског, обојица се придружују остатку тима како би обавили задатак. Партнери настављају да гоне „Стром банду“ и на крају сустижу криминалце на аеродрому.
На крају, Пуловски командује одељењем, а Акерману је додељен партнер. 

## Улоге
| Глумац         | Улога                     |
| -------------- | ------------------------- |
| Клинт Иствуд   | Ник Пуловски              |
| Чарли Шин      | Дејвид Акерман            |
| Раул Хулија    | Улрих Стром               |
| Соња Брага     | Лизл Стром                |
| Том Скерит     | Јуџин Акерман             |
| Лара Флин Бојл | Сара Акерман              |
| Пепе Серна     | поручник Реј Гарсија      |
| Марко Родригез | Локо Мартинез             |
| Пит Рандал     | Круз                      |
| Дона Мичел     | Лора Акерман              |
| Зандер Беркли  | Кен Блеквел               |
| Тони Плана     | Моралес                   |
| Дејвид Шерил   | Макс                      |
| Хал Вилијамс   | Детектив Пауел            |
| Лојд Нелсон    | мотоциклиста на ауто-путу |
| Мет Макензи    | Детектив Вонг             |
| Пол Бен-Виктор | Мали Феликс               |

## Зарада
- Зарада у САД — 21.633.874 $